# Sokoli Potok
Sokoli Potok (słow. Sokoli potok) – potok w słowackich Tatrach Zachodnich, prawy dopływ Jałowieckiego Potoku. Ma źródła pod przełęczą Babkowa Przehyba, na wysokości około 1450 m. Spływa początkowo w południowo-zachodnim kierunku dolinką Czerwieniec, łukowato w niej zakręcając na południowy wschód. Przerzyna się pomiędzy skałami Mnicha i Sokoła, tworząc w tym miejscu wąwóz zwany Sokolą Cieśniawą. Od tego miejsca w dół dolina Sokolego Potoku nazywa się Sokolim Żlebem. Ma wylot w Przesiece, tuż przy wylocie Doliny Jałowieckiej.
Koryto Sokolego Potoku zwykle bywa suche, znajduje się bowiem w rejonie skał wapiennych, w których rozwinięte są zjawiska krasowe i woda spływa podziemnymi przepływami. Tylko najwyższa jego część (pod Babkową Przehybą) ma trawiaste zbocza, poza tym Sokoli Potok spływa przez las. Środkowa jego część (w rejonie Sokolej Cieśniawy) znajduje się na obszarze ochrony ścisłej. Utworzono go w 1981 dla ochrony krasowych form skalnych (w tym jaskiń), dobrze zachowanych siedlisk leśnych, bogatej fauny naskalnych roślin wapieniolubnych i wysokogórskiej fauny.